# Дилемма смещения-дисперсии
Компромисс отклонение-дисперсия в статистике и в машинном обучении — это свойство набора моделей предсказания, когда модели с меньшим отклонением от имеющихся данных имеют более высокую дисперсию на новых данных (то есть подвержены переобучению), и наоборот. Компромисс отклонение-дисперсия — конфликт при попытке одновременно минимизировать эти два источника ошибки, которые мешают алгоритмам обучения с учителем делать обобщение за пределами тренировочного набора.
- Смещение — это погрешность оценки, возникающая в результате ошибочного предположения в алгоритме обучения. В результате большого смещения алгоритм может пропустить связь между признаками и выводом (недообучение).
- Дисперсия — это ошибка чувствительности к малым отклонениям в тренировочном наборе. При высокой дисперсии алгоритм может как-то трактовать случайный шум[англ.] в тренировочном наборе, а не желаемый результат (переобучение).

Разложение смещения-дисперсии — это способ анализа ожидаемой ошибки обобщения алгоритма обучения для частной задачи сведением к сумме трёх членов — смещения, дисперсии и величины, называемой неустранимой погрешностью, которая является результатом шума в самой задаче.
Дилемма возникает во всех формах обучения с учителем — в классификации, регрессии (аппроксимация функции) и в структурном прогнозировании. Дилемма также используется для объяснения эффективности эвристики при обучении людей.

## Побудительные причины
Дилемма смещения-дисперсии является центральной проблемой в обучении с учителем. Выбираемая модель должна, с одной стороны, точно уловить все закономерности в обучающих данных, а с другой стороны — обобщить закономерности на неизвестные данные. К сожалению, обычно это невозможно сделать одновременно. Методы обучения с высокой дисперсией могут хорошо представлять тренировочный набор, но имеют риск быть переобученными для данных с шумом или непрезентативных данных. В отличие от них, алгоритмы с низкой дисперсией обычно дают более простые модели, не склонно к переобучению, но может оказаться недообученным, что приводит к пропуску важных свойств.
Модели с малым смещением обычно более сложны (например, в них регрессионные многочлены имеют более высокий порядок), что позволяет им представлять тренировочное множество более точно. Однако они могут иметь большую компоненту шума тренировочного набора, что делает предсказание менее точным вопреки добавленной сложности. Для контраста, модели с высоким смещением относительно более просты (имеют многочлены меньшего порядка или даже линейные), но могут давать низкую дисперсию предсказаний, если применяются вне тренировочного набора.

## Разложение смещения-дисперсии квадратичной ошибки
Предположим, что у нас есть тренировочное множество, состоящее из набора точек {\displaystyle x_{1},\dots ,x_{n}} и вещественных значений {\displaystyle y_{i}}, связанных с каждой из этих точек {\displaystyle x_{i}}. Мы предполагаем, что есть функция с шумом {\displaystyle y=f(x)+\varepsilon }, где шум {\displaystyle \varepsilon } имеет нулевое среднее и дисперсию {\displaystyle \sigma ^{2}}.
Мы хотим найти функцию {\displaystyle {\hat {f}}(x)}, которая аппроксимирует истинную функцию {\displaystyle f(x)} настолько хорошо, насколько возможно, в смысле некоторого алгоритма обучения. Мы делаем понятие «настолько хорошо, насколько возможно» точным путём измерения среднеквадратичной ошибки между {\displaystyle y} и {\displaystyle {\hat {f}}(x)} — мы хотим, чтобы значение {\displaystyle (y-{\hat {f}}(x))^{2}} было минимальным как для точек {\displaystyle x_{1},\dots ,x_{n}}, так и за пределами нашей выборки. Естественно, мы не можем сделать это идеально, поскольку {\displaystyle y_{i}} содержит шум {\displaystyle \varepsilon }. Это означает, что мы должны быть готовы принять неустранимую ошибку в любой функции, с которой будем работать.
Поиск функции {\displaystyle {\hat {f}}}, которая обобщается для точек вне тренировочного набора, может быть осуществлён любым из несчётного числа алгоритмов, используемых для обучения с учителем. Оказывается, что какую бы функцию {\displaystyle {\hat {f}}} мы ни выбрали, мы можем разложить её ожидаемую ошибку на непросмотренном экземпляре данных {\displaystyle x} следующим образом:.
{\displaystyle {\begin{aligned}\operatorname {E} {\Big [}{\big (}y-{\hat {f}}(x){\big )}^{2}{\Big ]}&={\Big (}\operatorname {Bias} {\big [}{\hat {f}}(x){\big ]}{\Big )}^{2}+\operatorname {Var} {\big [}{\hat {f}}(x){\big ]}+\sigma ^{2}\\\end{aligned}}},
где
{\displaystyle {\begin{aligned}\operatorname {Bias} {\big [}{\hat {f}}(x){\big ]}=\operatorname {E} {\big [}{\hat {f}}(x)-f(x){\big ]}\end{aligned}}}
и
{\displaystyle {\begin{aligned}\operatorname {Var} {\big [}{\hat {f}}(x){\big ]}=\operatorname {E} [{\hat {f}}(x)^{2}]-{\Big (}\operatorname {E} [{\hat {f}}(x)]{\Big )}^{2}\end{aligned}}}
Математические ожидания пробегают разные варианты выбора тренировочного набора {\displaystyle x_{1},\dots ,x_{n},y_{1},\dots ,y_{n}} из одного и того же совместного распределения {\displaystyle P(x,y)}. Три члена представляют
- квадрат смещения метода обучения, который можно рассматривать как ошибку, вызванную упрощением предположений, принятых в методе. Например, когда применяется аппроксимация нелинейной функции {\displaystyle f(x)} при использовании метода обучения для линейных моделей[англ.], будет появляться ошибка в оценке {\displaystyle {\hat {f}}(x)} как результат такого допущения;
- дисперсия метода обучения, или, интуитивно, как далеко метод обучения {\displaystyle {\hat {f}}(x)} уведёт от среднего значения;
- неустранимая ошибка {\displaystyle \sigma ^{2}}. Поскольку все три величины неотрицательны, они формируют нижнюю границу ожидаемой ошибки на непросмотренных данных[4].

Чем более сложна модель {\displaystyle {\hat {f}}(x)}, тем больше точек данных она захватывает и тем меньше будет смещение. Однако сложность приводит модель к захвату большего числа точек, а потому её дисперсия будет больше.

### Вывод
Вывод разложения смещения-дисперсии для среднеквадратичной ошибки приведён ниже.
Для удобства введём обозначения {\displaystyle f=f(x)} и {\displaystyle {\hat {f}}={\hat {f}}(x)}. Во-первых, вспомним, что по определению для любой случайной переменной {\displaystyle X} мы имеем
{\displaystyle {\begin{aligned}\operatorname {Var} [X]=\operatorname {E} [X^{2}]-{\Big (}\operatorname {E} [X]{\Big )}^{2}\end{aligned}}}
Переставив члены получим:
{\displaystyle {\begin{aligned}\operatorname {E} [X^{2}]=\operatorname {Var} [X]+{\Big (}\operatorname {E} [X]{\Big )}^{2}\end{aligned}}}
Поскольку {\displaystyle f} детерминирована,
{\displaystyle {\begin{aligned}\operatorname {E} [f]=f\end{aligned}}}.
Тогда из {\displaystyle y=f+\varepsilon } и {\displaystyle \operatorname {E} [\varepsilon ]=0} вытекает, что {\displaystyle \operatorname {E} [y]=\operatorname {E} [f+\varepsilon ]=\operatorname {E} [f]=f}.
Но поскольку {\displaystyle \operatorname {Var} [\varepsilon ]=\sigma ^{2},}, получаем
{\displaystyle {\begin{aligned}\operatorname {Var} [y]=\operatorname {E} [(y-\operatorname {E} [y])^{2}]=\operatorname {E} [(y-f)^{2}]=\operatorname {E} [(f+\varepsilon -f)^{2}]=\operatorname {E} [\varepsilon ^{2}]=\operatorname {Var} [\varepsilon ]+{\Big (}\operatorname {E} [\varepsilon ]{\Big )}^{2}=\sigma ^{2}\end{aligned}}}
Так как {\displaystyle \varepsilon } и {\displaystyle {\hat {f}}} независимы, мы можем записать
{\displaystyle {\begin{aligned}\operatorname {E} {\big [}(y-{\hat {f}})^{2}{\big ]}&=\operatorname {E} [y^{2}+{\hat {f}}^{2}-2y{\hat {f}}]\\&=\operatorname {E} [y^{2}]+\operatorname {E} [{\hat {f}}^{2}]-\operatorname {E} [2y{\hat {f}}]\\&=\operatorname {Var} [y]+\operatorname {E} [y]^{2}+\operatorname {Var} [{\hat {f}}]+\operatorname {E} [{\hat {f}}]^{2}-2f\operatorname {E} [{\hat {f}}]\\&=\operatorname {Var} [y]+\operatorname {Var} [{\hat {f}}]+{\Big (}f^{2}-2f\operatorname {E} [{\hat {f}}]+\operatorname {E} [{\hat {f}}]^{2}{\Big )}\\&=\operatorname {Var} [y]+\operatorname {Var} [{\hat {f}}]+(f-\operatorname {E} [{\hat {f}}])^{2}\\&=\sigma ^{2}+\operatorname {Var} [{\hat {f}}]+\operatorname {Bias} [{\hat {f}}]^{2}\end{aligned}}}

## Применение для регрессии
Разложение смещения-дисперсии образует концептуальный базис для методов регуляризации регрессии, таких как Lasso и гребневая регрессия. Методы регуляризации вносят смещение в решение регрессии, которое может значительно уменьшить дисперсию по сравнению с обычным методом наименьших квадратов (ОМНК, англ. Ordinary Least Squares, OLS). Хотя решение ОМНК даёт несмещённую оценку регрессии, решения с меньшей дисперсией, полученные путём регуляризации, обеспечивают превосходную среднеквадратичную ошибку.

## Применение для классификации
Разложение смещение-дисперсия первоначально было сформулировано для линейной регрессии методом наименьших квадратов. Для случая классификации с 0-1 функцией потерь (доля неправильно классифицированных), можно найти похожее разложение. Альтернативно, если задача классификации может быть сформулирована как вероятностная классификация, ожидание квадрата ошибки предсказанных вероятностей по отношению к истинным вероятностям может быть разложено как и ранее.

## Подходы
Снижение размерности и отбор признаков могут уменьшить дисперсию путём упрощения моделей. Аналогично, больше тренировочное множество приводит к уменьшению дисперсии. Добавление признаков (предсказателей) ведёт к уменьшению смещения за счёт увеличения дисперсии. Алгоритмы обучения обычно имеют некоторые настраиваемые параметры, которые контролируют смещение и дисперсию. Например,
- (Обобщённые) линейные модели могут быть регуляризованы для уменьшения дисперсии за счёт увеличения смещения [11].
- в искусственных нейронных сетях дисперсия увеличивается и смещение уменьшается с увеличением числа скрытых единиц[1]. Подобно обобщённым линейным моделям для них тоже обычно применяется регуляризация.
- В моделях k ближайших соседей большое значение k ведёт к большому смещению и низкой дисперсии (см. ниже).
- В обучении на примерах, регуляризация может быть получена путём смешения прототипов и примеров[12].
- В деревьях решений глубина дерев определяет дисперсию. Деревья решений обычно обрезаются для контроля дисперсии[13].

Один из способов разрешения дилеммы — использование смешанных моделей и ансамблевого обучения.
Например, бустинг комбинирует несколько «слабых» (с высоким смещением) моделей в сборку, которая имеет более низкое смещение, чем каждая из индивидуальных моделей, в то время как бэггинг комбинирует «строгое» обучение так, что уменьшается дисперсия.

### k-ближайших соседей
В случае регрессии k-ближайших соседей существует выражение в замкнутой форме, связывающее разложение смещение-дисперсия с параметром k:
{\displaystyle \operatorname {E} [(y-{\hat {f}}(x))^{2}\mid X=x]=\left(f(x)-{\frac {1}{k}}\sum _{i=1}^{k}f(N_{i}(x))\right)^{2}+{\frac {\sigma ^{2}}{k}}+\sigma ^{2}}
где {\displaystyle N_{1}(x),\dots ,N_{k}(x)} являются k ближайшими соседями x в тренировочном наборе. Смещение (первый член) является монотонно возрастающей функцией от k, в то время как дисперсия (второй член) убывает по мере роста k. Фактически, при «разумных предположениях» оценщика смещения ближайшего соседа (1-NN) полностью обращается в нуль, когда размер тренировочного множества стремится к бесконечности.

## Применение для обучения людей
В то время как дилемма смещения-дисперсии широко обсуждается в контексте машинного обучения, она была проверена в контексте когнитивных способностей человека, прежде всего Гердом Гигеренцером с соавторами. Они утверждают, что (см. ссылки ниже) человеческий мозг решает дилемму в случае разреженных плохо описанных тренировочных наборов, полученных в результате личного опыта, путём использования эвристики высокого смещения/низкой дисперсия. Это отражает факт, что подход с нулевым смещением имеет плохую обобщаемость к новым ситуациям, а также беспричинно предполагает точное знание состояния мира. Получающаяся эвристика относительно проста, но даёт лучшее соответствие широкому разнообразию ситуаций.
Гиман и др. возражают, что из дилеммы смещения-дисперсии следует, что такие возможности, как распознавание общих объектов, не может быть получено с нуля, а требует определённого «жёсткого монтажа», который затем превращается в опыт. Именно поэтому подходы к заключениям без модели требуют неоправданно больших наборов тренировочных наборов, если нужно избежать высокой дисперсии.